# Begonia croatii
Espèce
Begonia croatii est une espèce de plantes de la famille des Begoniaceae.
L'espèce fait partie de la section Gireoudia.
Elle a été décrite en 1982 par Utley - Kathleen Burt-Utley.

## Répartition géographique
Cette espèce est originaire de Panama.